# Чанлибель
Чанлибель (азерб. Çənlibel) — село в Шамкирском районе Азербайджана.

## Этимология
Название Чанлибель взято из одноимённого топонима, упоминающегося в героическом эпосе «Кёроглы», и означает «горный хребет с моросящим дождём». По мнению азербайджанского фольклориста Ислама Садыга, в эпосе упоминается именно эта местность, и поныне известная в народе как Чардахлы Чанлибель (азерб. Çardaqlı Çənlibel).

## История
До 1990 года село носило название Чардахлы (азерб. Чардаглы). До Карабахского конфликта село имело армянское население. По мнению Карла Гана, название «Чардахлу» происходит от азербайджанского слова «чардах» — «верх», то есть «селение находящееся наверху».
Во времена Российской империи село Елизаветпольского уезда Елизаветпольской губернии. По данным Кавказского календаря на 1912 год в селе Чардахлы проживало 2 634 человек, в основном армян.
Село известно как родина Главного маршала бронетанковых войск Амазаспа Хачатуровича Бабаджаняна, который был также удостоен звания Героя Советского Союза. По словам Бабаджаняна, 1100 его односельчан участвовали в Великой Отечественной войне, 136 из них стали лейтенантами, старшими лейтенантами и капитанами, 30 — майорами, 3 — полковниками и 4 — генералами. Также, недалеко от села родился будущий Маршал Советского Союза, дважды Герой Советского Союза, Иван Христофорович Баграмян.
Маршалы Амазасп Бабаджанян и Иван Баграмян часто приезжали в родную деревню. При их содействии в честь погибших односельчан в Чардахлы был установлен мемориал Матери-хранительницы. Позже сами чардахлинцы возвели в селе музей Боевой и трудовой славы, в котором хранились личные вещи и различные документы, материалы прославленных военачальников села. О двух маршалах из Чардахлы был снят документальный фильм «Село отважных».
В советское время население села занималось скотоводством, выращиванием зерна и картофеля. В 1986 году в селе проживало 2228 человек. В селе были расположены средняя и восьмиклассная школы, дом культуры, больница, музей Боевой и Трудовой Славы (с 1979 года), мемориал в память о погибших в Великой Отечественной войне жителях села.
В сентябре-октябре 1987 года первый секретарь Шамхорского райкома Компартии Азербайджана А. Асадов вступает в конфликт с жителями Чардахлы в связи с протестами жителей села против замены армянина-директора совхоза азербайджанцем. В результате было учинено массовое избиение протестующих армян. В Ереване в связи с этим проходят демонстрации протеста.
С началом Карабахского конфликта армяне, жившие в Чардахлы, были вынуждены покинуть родное село, перебравшись, в основном, в Армянскую ССР. 310 семей из бывшего населения Чардахлы переселились в село Зоракан Тавушской области (ранее азербайджанское с. Юхары Керпили Ноемберянского р-на) на северо-востоке Армении.
В 2004 году в Чардахлы приезжали в командировку московские журналисты, которые рассказывали что на армянском кладбище были перевёрнуты все могильные кресты и плиты. Со стен музея двух маршалов была содрана вся облицовка, а сам музей разорили.
Ныне в селе Чардахлы размещены беженцы-азербайджанцы, ранее проживавшие в селе Сарал Спитакского района Армянской ССР. В 2011 году в селе проживало 3286 человек. Население занимается животноводством, выращиванием зерна и картофеля. В селе имеются две средние школы, детский сад, библиотека, дом культуры, музей народно-прикладного искусства, больница, отделение связи, автоматическая телефонная станция.

## Достопримечательности
- Древнее кладбище[3];
- Циклопические сооружения железного века[3];
- Курган и кладбище каменных саркофагов бронзового и железного веков[3].